# ثيودور شرودر
ثيودور شرودر (بالإنجليزية: Theodore Schroeder)‏ هو محامي أمريكي، ولد في 1864 في هوريكون في الولايات المتحدة، وتوفي في 1953 في غرينيتش في الولايات المتحدة.